# 阿爾扎馬斯區

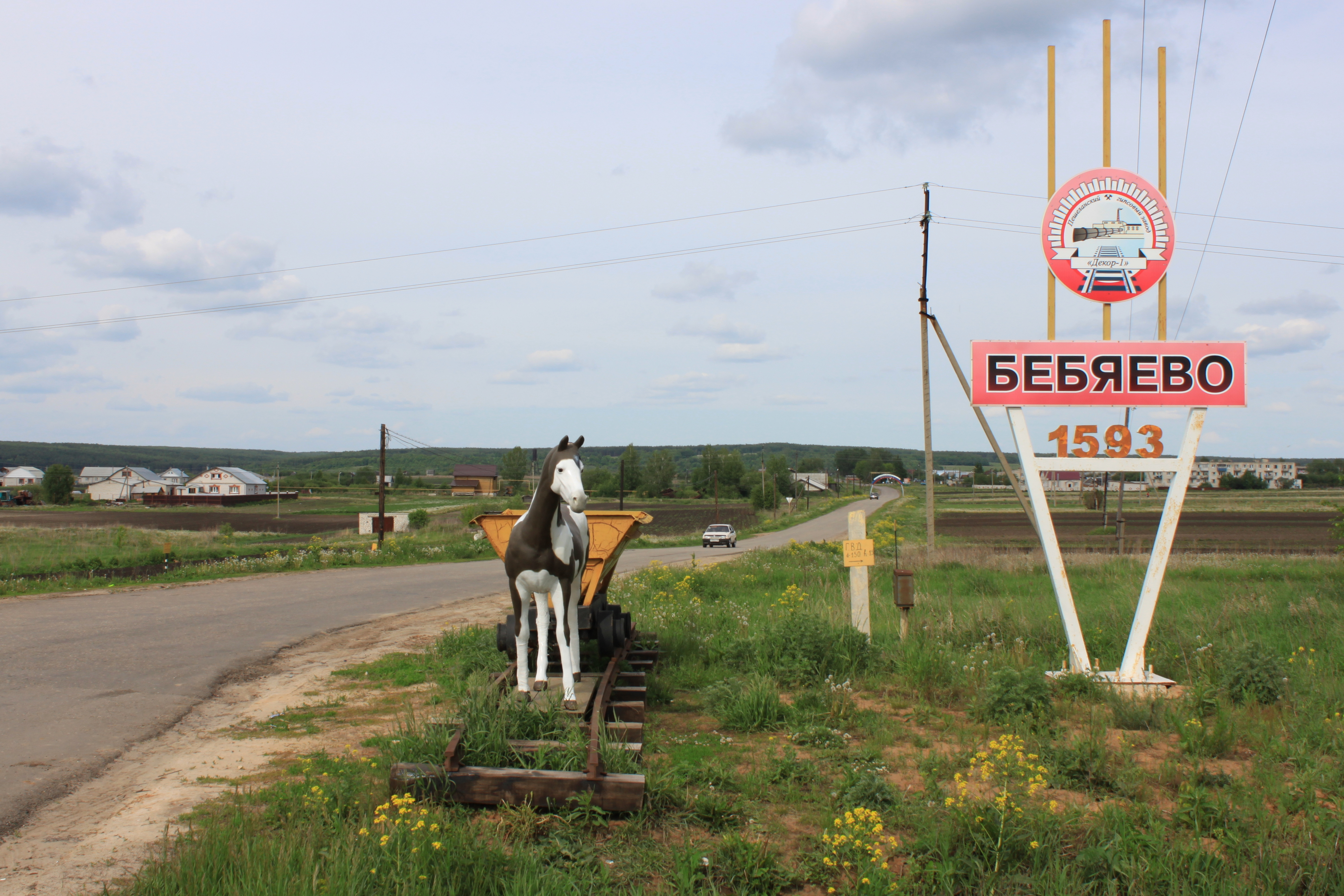

55°24′N 43°49′E / 55.400°N 43.817°E
阿爾扎馬斯區（俄语：Арзамасский район），是俄羅斯的一個區，位於該國西部，由下諾夫哥羅德州負責管轄，始建於1929年，面積2,016.9平方公里，2010年人口43,723，人口密度每平方公里21.68人。